# Bastar (distrikt)
Bastar är ett distrikt i Indien.   Det ligger i delstaten Chhattisgarh, i den centrala delen av landet, 1 100 km söder om huvudstaden New Delhi. Antalet invånare är 1 413 199. Arean är 14 968 kvadratkilometer. Bastar gränsar till Kanker.
Terrängen i Bastar är kuperad.
Följande samhällen finns i Bastar:
- Jagdalpur
- Kondagaon